# Lorena Vera Arriagada
Lorena Andrea Vera Arriagada (Concepción, 8 de junio de 1978) es una educadora de párvulos y profesora de educación diferencial de la Universidad de Concepción, y política chilena. Se desempeñó como gobernadora de la provincia de Ñuble, bajo la presidencia de Michelle Bachelet, desde 2014 hasta 2016.

## Vida laboral
Entre 2004 y 2008, trabajó en el Departamento de Administración de Educación Municipal (DAEM) de la Municipalidad de Ñiquén como coordinadora del equipo multiprofesional; y desde 2008 hasta 2014 se desempeñó como directora del Centro Integral de Educación Especial “Persevera” de la ciudad de Chillán, donde se dedicaba a la atención de niños y jóvenes con capacidades diferentes, y prestar atención integral a sus familias.

## Vida política
Sus inicios en política comienzan en el Partido Socialista de Chile comunal Chillán donde fue parte del Núcleo de Acción Socialista, llegando a ser presidenta comunal hasta 2008, después de esto, y junto a otros militantes, renunció al Partido Socialista para ser parte de la fundación de un nuevo referente político, el Movimiento Amplio Social, MAS.